# Ditaxis meridiei
Ditaxis meridiei is een insect uit de familie van de Mantispidae, die tot de orde netvleugeligen (Neuroptera) behoort. 
Ditaxis meridiei is voor het eerst wetenschappelijk beschreven door Lambkin in 1986.